# Crikvenica
Crikvenica (italienska: Cirquenizza, tyska: Cirknenz, latin: Ad Turres) är en stad vid Kvarnerviken i nordvästra Kroatien. Staden som är en turistort, har 11 348 invånare och ligger i Primorje-Gorski kotars län, 35 kilometer söder om Rijeka.

## Historia
Dagens Crikvenica bär sina anor från närliggande Kotor som ursprungligen var en bosättning grundad av illyrerna. Under det första årtusendet efter Kristus besegrades illyrerna av romarna längs med den östra adriatiska kusten. Romarna grundande bosättningen Ad Torres, dagens Crikvenica. Under 600-talet intogs staden av slaverna (dagens kroater) och staden fick gradvis en kroatisk särprägel. Staden hade en hamn för timmerhandel och 1412 lät den kroatiska adelsmannen och banen Nikola Frankopan bygga en borg här. Borgen donerades sedermera till Paulinorden som lät uppföra en kyrka, ett kloster och en skola. Under 1500-talet uppfördes en stadsmur och ett torn. Under 1800-talet upplöstes Paulinorden, och 1893 gjordes klostret om till ett hotell vid namn Hotel Kastel.
I juli 2012 drabbades området av skogsbränder.